# Хотынец (станция)
Хотынец — железнодорожная станция Орловско-Курского региона Московской железной дороги РЖД на линии Орёл — Брянск.
Расположена между станциями Шахово и Одринская. В границах станции располагаются платформы 53 км и 73 км.

## Описание
Станция расположена в пгт. Хотынец Хотынецкого района Орловской области на однопутной тепловозной линии Орёл — Брянск примерно в середине пути между ними (немного ближе к Орлу).
Имеются 5 основных путей и несколько отходящих от них подъездных путей на несколько предприятий. Часть путей заброшены.
Пассажирских платформ всего две. Первая (основная) длинная.
Здание вокзала однотипное с другими крупными вокзалами на данной линии. Совмещает в себе и автостанцию.
В западной горловине пути устроен единственный автомобильный переезд в пгт. Хотынец на ул. Батова (дорога 54К-3).

## История
Станция была открыта в 1868 году при строительстве Орловско-Витебской железной дороги, соединившей Орёл с Брянском, Смоленском, Витебском, а позже и с Ригой (Риго-Орловская железная дорога).

## Расписание движения

### Поезда дальнего следования
На станции делает техническую остановку (купить билет нельзя) небольшая часть проходящих поездов дальнего следования.
| № поезда | Маршрут движения !       |
| -------- | ------------------------ |
| 150Б     | Минск — Минеральные Воды |
| 302Б     | Минск — Адлер            |
| 390Б     | Минск — Анапа            |

### Пригородные поезда
Для перевозки пассажиров используются пригородные поезда типа автомотриса, а также рельсовый автобус. Они связывают Хотынец с Орлом, Брянском, а также райцентрами Орловской (Нарышкино) и Брянской областей (Карачев).
| Маршрут движения | Отправление | Маршрут движения | Отправление |
| ---------------- | ----------- | ---------------- | ----------- |
| Орёл — Брянск    | 05:41       | Брянск — Орёл    | 05:43       |
| Орёл — Брянск    | 09:36       | Брянск — Орёл    | 10:46       |
| Орёл — Брянск    | 14:08       | Брянск — Орёл    | 14:12       |
| Орёл — Брянск    | 17:41       | Брянск — Орёл    | 17:43       |
| Орёл — Брянск    | 21:38       | Брянск — Орёл    | 22:50       |